# K11 (上海市)
香港新世界大廈，是一栋位於上海黄浦區淮海中路300號的摩天大廈。大楼建于1998年至2004年间，总高度278.3米（含天线），建筑高度210.6米，地上59層，地下3层。截止2020年底，K11是上海第9高大廈，僅次於上海中心大廈、上海环球金融中心、金茂大廈、上海世茂国际广场、上海白玉兰广场、会德丰国际广场、上海恒隆广场及明天廣場。發展商為新世界發展集團的新世界中国地产有限公司，總投资近25亿人民幣，总建筑面积13.7万平方米，办公楼面积由500平方米至每层2,020平方米。2012年，香港新世界地产投资对大厦商场进行改造，2013年更名为K11。是为中国大陆首家K11商场。大厦外墙还装设了上海唯一的电脑监控变色灯光系统，以配合上海市政府灯光景观工程，并成为新世界集团在上海的标志性建筑。

## 改建及改名
商場聘請Kokaistudios事務所進行改建及室內設計工作，並於落成後把商場部分改名為K11购物艺术中心，簡稱K11、上海K11。商場於2013年1月重新開放，並於6月28日正式重新開幕。

## 藝術展覽
商場公共空間展示多件藝術裝置，亦在B3層設有藝術展覽廳，其中在2014年3月至6月舉辦的「印象派大師·莫奈特展」，入場觀眾達40萬人次。

## 獎項
商場榮獲2013年亚太区国际地产大奖商业修缮及重建类别奖项。

## 电梯配置
上海香港新世界大厦电梯配置列表（一律采用东芝高速升降机）
- No. E1-E2（2部低区专用之消防及服务电梯）：B3-B2、B1-33
- No. E3-E8（6部来往11/F-33/F之办公电梯）：G、4-5、11-33
- No. E9-E12（4部来往35/F-47/F之办公电梯）：G、6、35-47
- No. E13-E16（4部来往48/F-58/F之办公电梯）：G、48-58
- No. E17（1部来往35/F-56/F之贵宾电梯）：B3、6、35-56
- No. E18（1部高区专用之消防及服务电梯）：B3-B2、M、B1、3、10、25、35-57
- No. E19-E21（3部购物中心专用电梯）：B3-B2、B1-9
- No. E22-E23（2部购物中心专用之服务电梯）：B3-B2、B1-5

## 交通
1号线、14号线一大会址·黄陂南路站設有出口直達K11。

## K11二期
2016年，新世界宣布投资50亿人民币对K11西侧的老式里弄尚贤坊进行改造，并计划修建205米高的K11二期大厦。

## 争议

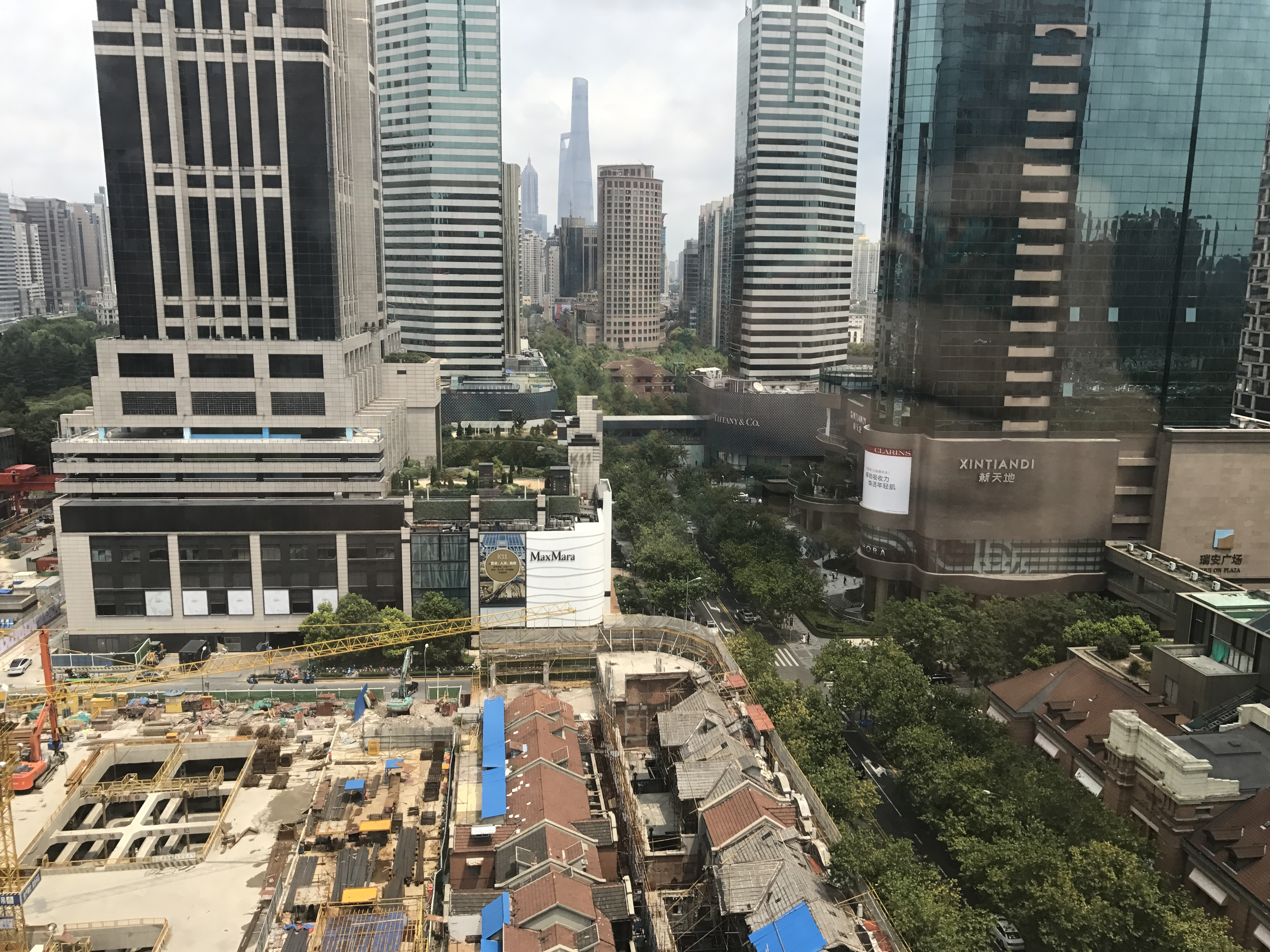
K11二期工程将尚贤坊内具有历史意义的两排石库门建筑拆除，只剩下靠近淮海中路的前两排（圖左下）。

2018年，有网友发现位于K11二期工程将尚贤坊内具有历史意义的两排石库门建筑拆除，只剩下靠近淮海中路的前两排。在舆论压力下，拆除工作被叫停。后来经过协商，开发商表示因为轨道交通14号线将从尚贤坊下方穿过，因而须对其中两排建筑采取构件整体拆卸复建的方式进行恢复。

## 毗鄰
- 香港廣場
- 新天地

## 相關
- 新世界大廈：位於香港中西區中環皇后大道中
- K11 (香港)：位於香港油尖旺區尖沙咀

## 外部連結
- 香港新世界大厦 焦点写字楼网